# Jan Žáček (ministr)
Jan Žáček (31. května 1849 Čertoryje – 4. října 1934 Brno) byl český advokát, politik a předseda staročeské Moravské národní strany, aktivní v rakousko-uherském, respektive předlitavském politickém životě, v letech 1908–1909 český ministr-krajan ve vládě Richarda Bienertha.

## Biografie

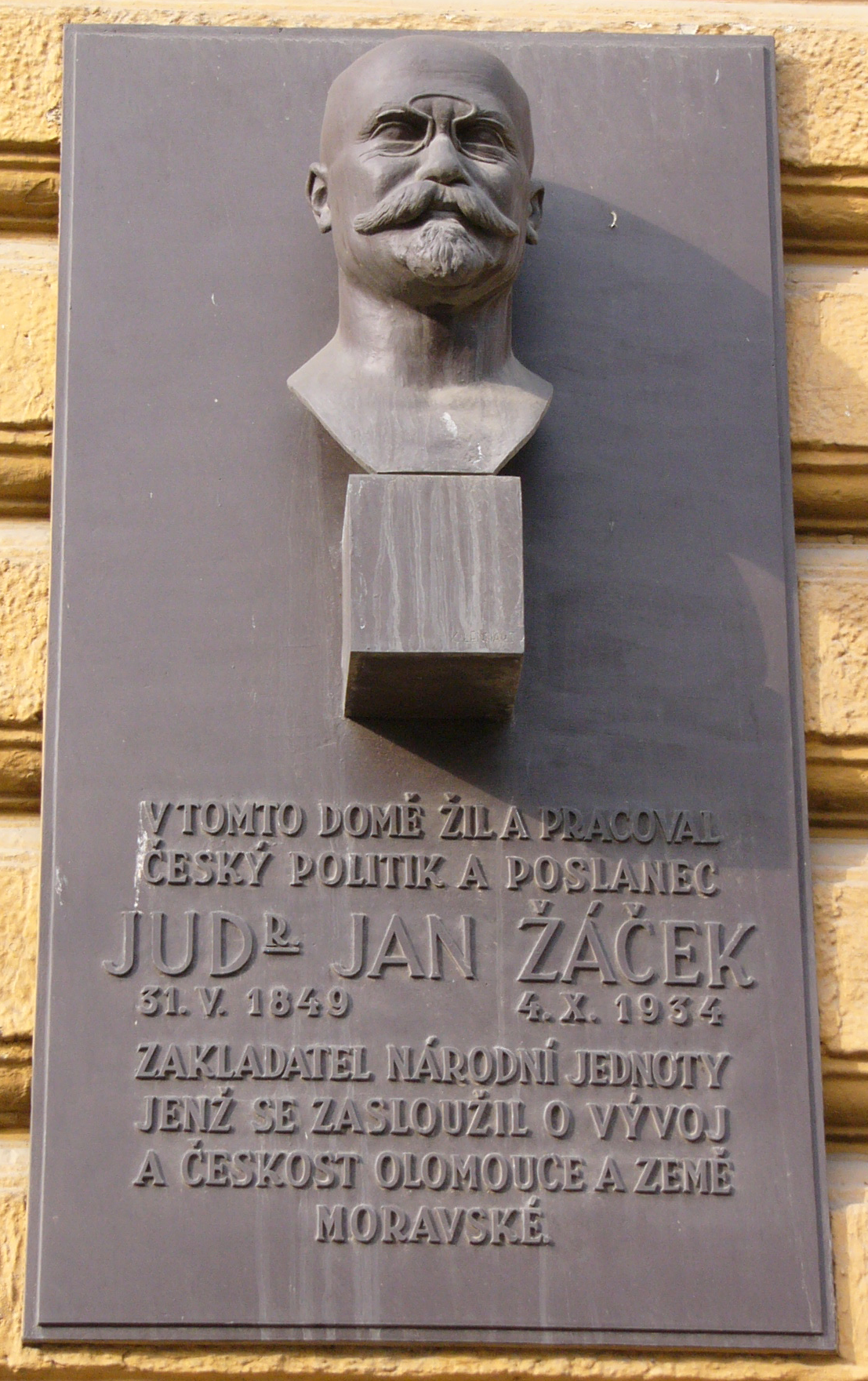
Pamětní deska a busta Jana Žáčka na Národním domě, ul. 8. května 21, Olomouc.

Absolvoval gymnázium v Olomouci a vystudoval práva na Vídeňské univerzitě a na Karlo-Ferdinandově univerzitě v Praze. V roce 1876 získal titul doktora práv. Nastoupil do olomoucké advokátní kanceláře Josefa Fanderlika, který byl aktivní v staročeské politice. Od roku 1880 působil jako advokát ve vlastní advokátní praxi v Olomouci.
Od roku 1887 zasedal na Moravském zemském sněmu (v letech 1902–1906 druhý náměstek a v letech 1906–1908 první náměstek zemského hejtmana).

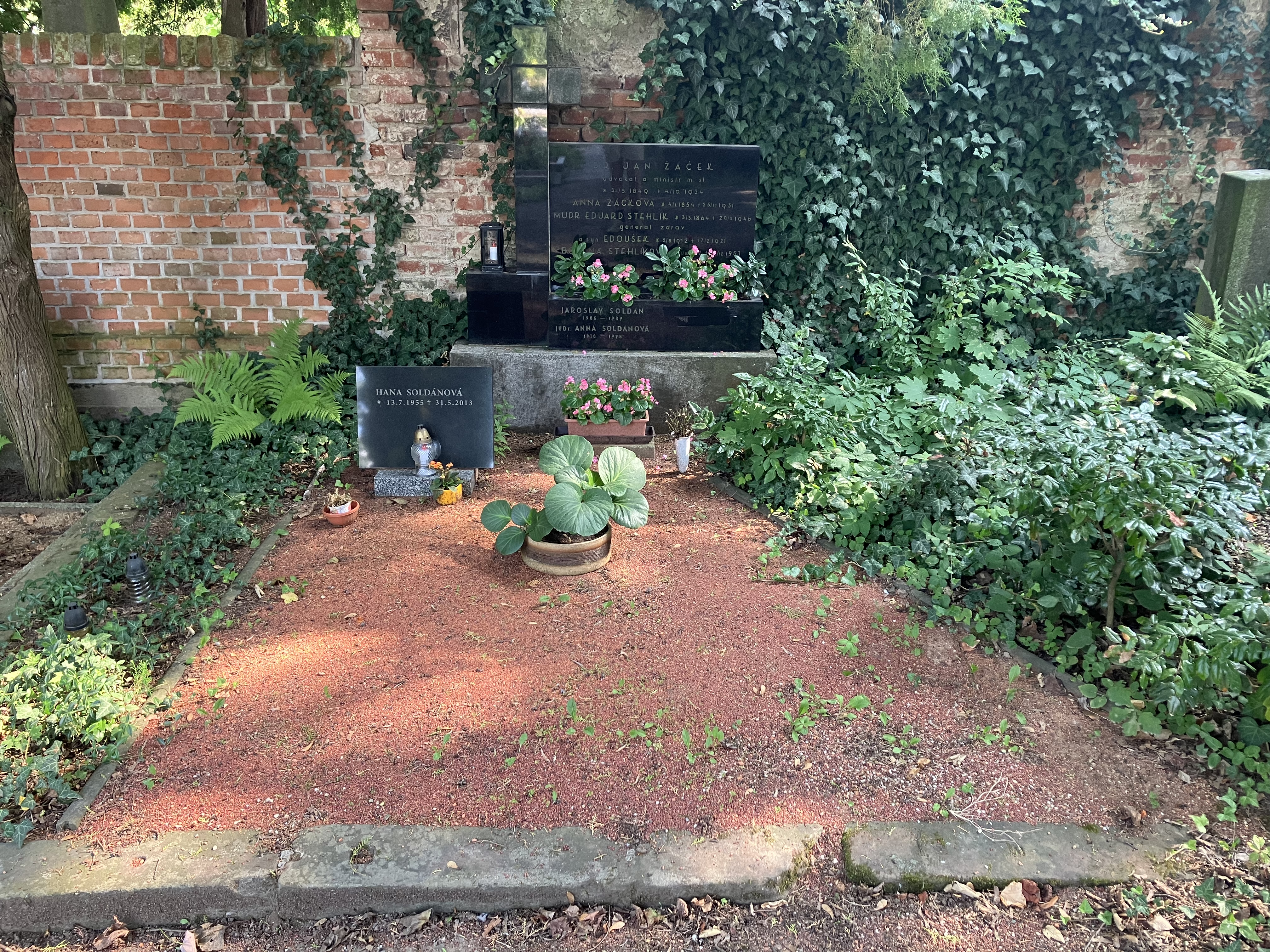
Hrob Jana Žáčka

Ve volbách do Říšské rady roku 1885 byl zvolen také za poslance Říšské rady, kde reprezentoval kurii venkovských obcí, obvod Litovel, Moravská Třebová atd. Mandát obhájil ve volbách do Říšské rady roku 1891 (kurie městská, obvod Holešov atd.) a ve stejném obvodu byl do vídeňského parlamentu zvolen i ve volbách do Říšské rady roku 1897 a volbách do Říšské rady roku 1901. Uspěl i ve volbách do Říšské rady roku 1907 konaných poprvé v systému rovného volebního práva, bez kurií (obvod Morava 08). V období let 1901–1907 a 1907–1908 zastával post místopředsedy poslanecké sněmovny Říšské rady. Zasedal zde až do konce funkčního období Říšské rady, tedy do roku 1911.
Po volbách v roce 1885 se na Říšské radě připojil k Českému klubu (jednotné parlamentní zastoupení, do kterého se sdružili staročeši, mladočeši, česká konzervativní šlechta a moravští národní poslanci).
Od počátku 90. let 19. století působil jako předseda staročeské Moravské národní strany. Od roku 1895 až do roku 1916 byl předsedou moravského výkonného výboru této strany. Staročeši si na Moravě i v této době udrželi silné pozice (na rozdíl od Čech, kde byli vytlačeni z velké části nástupem mladočeských politiků). V roce 1896 souhlasil se vstupem moravských staročechů do poslaneckého klubu mladočechů na Říšské radě, čímž posílili umírněný realistický proud v mladočeské straně. Téhož roku podpořil volební reformu vlády Kazimíra Badeniho (Badeniho volební reforma), která výrazně rozšiřovala volební právo, byť zachovávala kuriální systém.
Vrchol jeho politické kariéry nastal počátkem 20. století, kdy se za vlády Richarda Bienertha stal českým ministrem-krajanem. Funkci zastával v období 15. listopadu 1908 – 1. října 1909. Důvodem k demisi byl protest českých ministrů proti jazykovým nařízením v některých alpských zemích Předlitavska, která ustavila němčinu jako výlučný úřední jazyk. Post českého ministra-krajana pak ve vládě zůstal neobsazen a nebyl obsazen až do zániku Rakouska-Uherska.
V letech 1912–1918 byl členem Panské sněmovny. Po vzniku Československa roku 1918 se stáhl z politiky.
Z manželství s Annou (1854–1931), rozenou Provazníkovou vzešly dvě děti. Dcera Božena (1877–1953) se provdala za lékaře Eduarda Stehlíka, syn Antonín (1880–1939) byl novinář a překladatel. 
Je pohřben na Ústředním hřbitově v Brně, sk. 1/hr. 96-98.